# Iglesia de San Miguel (Providence)
La Iglesia Católica Romana de San Miguel (en inglés St. Michael's Roman Catholic Church) es un histórico complejo de iglesias católicas romanas en 251 Oxford Street en la ciudad Providence, la capital del estado de Rhode Island (Estados Unidos). Pertenece a la Diócesis de Providence. Comprende un convento, la rectoría y la escuela Bishop McVinney.

## Descripción

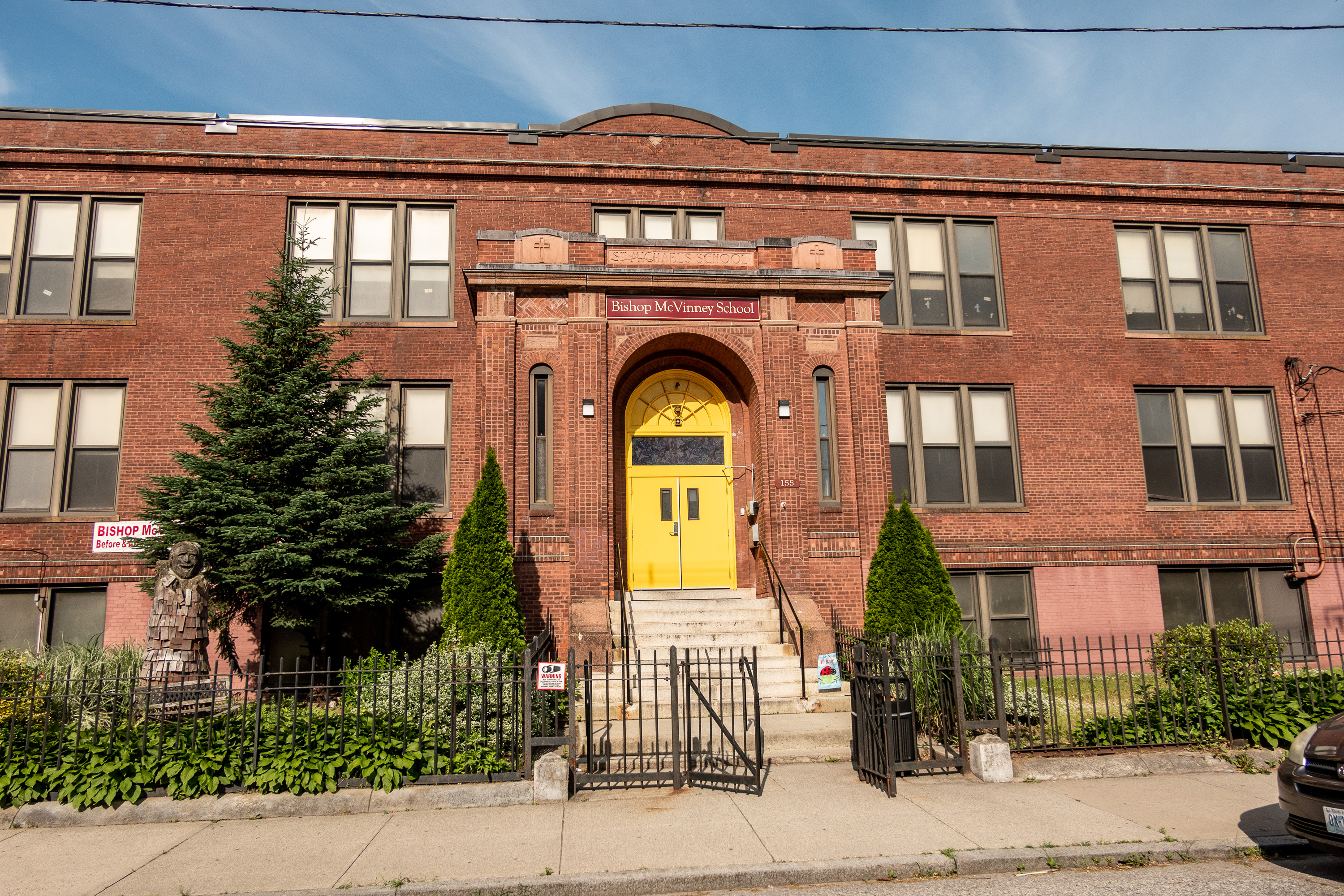
Escuela Bishop McVinney

El edificio principal de la iglesia es una gran estructura de ladrillo rojo con molduras de arenisca roja. La iglesia inferior (sótano) fue diseñada por Martin & Hall. La iglesia superior (nave y torre) fue diseñada por Ambrose J. Murphy. La estructura completa se construyó durante un período de 25 años que finalizó en 1915. La rectoría, ubicada al este de la iglesia, fue diseñada por Ambrose Murphy y construida en 1924–25, y también está revestida de ladrillo rojo. El convento se encuentra al oeste de la iglesia; es una estructura de tres pisos y medio de ladrillo rojo de  pisos también diseñada por Murphy y construida en 1929. Detrás del convento se encuentra el edificio de la escuela, que da a Gordon Avenue. Es un edificio de ladrillo rojo de dos plantas.
El primer edificio de la iglesia construido para la parroquia de San Miguel se completó en 1868. Fue diseñado por el tío de Ambrose Murphy, el arquitecto James Murphy. Tras la finalización de la nueva iglesia, se convirtió en el Salón Parroquial. Desafortunadamente, fue destruido por un incendio provocado en la década de 1970.
El complejo fue incluido en el Registro Nacional de Lugares Históricos en 1977.